# Morita Shinji
Shinji Morita (sinh ngày 24 tháng 6 năm 1987) là một cầu thủ bóng đá người Nhật Bản.

## Sự nghiệp câu lạc bộ
Shinji Morita đã từng chơi cho New Wave Kitakyushu, Tochigi Uva FC, YSCC Yokohama và Grulla Morioka.